# Bjerkreim
Bjerkreim és un municipi situat al comtat de Rogaland, Noruega. Té 2,825 habitants (2016) i la seva superfície és de 650.56 km². El centre administratiu del municipi és el poble de Vikeså.